# Detlev Kudella
Detlev Kudella, teilweise auch Detlef Kudella geschrieben (* 20. August 1952), ist ein ehemaliger deutscher Fußballspieler.

## Sportlicher Werdegang
Kudella stieß 1977 zum seinerzeitigen Zweitligisten SG Wattenscheid 09, für den er unter Trainer Hubert Schieth am dritten Spieltag der Spielzeit 1977/78 beim 0:0-Auswärtsremis bei Bayer 04 Leverkusen in der zweithöchsten Spielklasse debütierte und zu 20 Ligaspielen in seiner ersten Saison kam. In der folgenden Spielzeit etablierte er sich als Stammspieler und war mit 36 Saisonspielen in der Nordstaffel hinter Manfred Behrendt der zweitmeisteingesetzte Spieler der Westfalen. In der Spielzeit 1979/80 verlor er zeitweise seinen Stammplatz und kam teilweise nur noch als Einwechselspieler – etwa beim 2:10-Debakel in der zweiten Runde des DFB-Pokals 1979/80 beim VfB Stuttgart, als er in der 11. Spielminute bei einem 0:4-Rückstand für Günter Tinnefeld auf das Spielfeld kam – zum Einsatz, an der Seite von Michael Jakobs, Ewald Hammes, Peter Kunkel und Wolfgang Patzke spielte er mit der Mannschaft jedoch im vorderen Mittelfeld und erreichte den fünften Tabellenplatz. Zu Beginn der folgenden Saison behauptete er seinen in einer insbesondere um junge Talente wie Peter Russok, Klaus-Dieter Wolff und Karl Gerban aus der vereinseigenen Amateurmannschaft sowie den vom Westfalen-Oberligisten Teutonia Lippstadt verpflichteten Michael Henke verstärkten Mannschaft mittlerweile rückerkämpften Stammplatz, ehe er nach einem Trainerwechsel – Klaus Hilpert folgte Anfang Februar 1981 auf Schieth – zeitweise außen vor war. Im März kehrte er in die Mannschaft zurück, die am Ende der Spielzeit den zehnten Tabellenplatz belegte und erst nach den erfolgreichen Aufstiegsspielen des Nord-Zweiten Eintracht Braunschweig gegen den Süd-Zweiten Kickers Offenbach die Qualifikation für die eingleisige 2. Bundesliga schaffte. Hier spielte Kudella noch eine Spielzeit und kam zu weiteren 27 Ligaeinsätzen, die Westfalen beendeten die Spielzeit auf dem letzten Nicht-Abstiegsplatz.
In seinen fünf Spielzeiten in der 2. Bundesliga kam Kudella zu 149 Ligaspielen, dabei erzielte er vier Tore. Insgesamt verzeichnete er eine nahezu ausgeglichene Bilanz mit 50 Siegen und 49 Niederlagen in der 2. Bundesliga.